# Bill Whitaker
Bill Whitaker, född 26 augusti 1951 i Philadelphia, är en amerikansk TV-journalist som rapporterar för CBS Evening News.

## Biografi
Whitaker utexaminerades från Hobart College 1973 med en BA i amerikansk historia. Han fortsatte med en forskarutbildning vid Boston University och avlade magisterexamen i afroamerikanska studier 1974. Han avlade även examen på journalistikprogrammet vid University of California, Berkeley 1978. Han utsågs senare till hedersdoktor i Humane Letters vid Hobart och William Smith College 1997.
Whitakers karriär inom TV-journalistiken började 1979 på KQED i San Francisco, Kalifornien. År 1982 blev han korrespondent för WBTV i Charlotte, North Carolina. Han flyttade därefter till Atlanta, Georgia och arbetade med politisk rapportering därifrån från 1985 till 1989. Han började vid CBS News som reporter i november 1984 och var CBS News Tokyokorrespondent från 1989 till 1992. I november 1992 flyttade Whitaker till Los Angeles och blev CBS News korrespondent där.
I mars 2014 blev Whitaker korrespondent för CBS nyhetsprogram 60 Minutes och flyttade då med sin familj till New York för den nya positionen. Hans 30-åriga erfarenhet på CBS hjälpte honom att vara signaturreporter för 60 Minutes. Han har som Emmy Awardpristagare täckt nästan alla stora nyheter i väster. Han har regelbundet rapporterat för CBS Evening News och andra CBS nyhetssändning. Han har även arbetat för CBS Sunday Morning.
I juni 2015 utsågs Whitaker till hedersdoktor vid Knox College.